# Styloperla spinicercia
Styloperla spinicercia is een steenvlieg uit de familie Styloperlidae. De wetenschappelijke naam van de soort is voor het eerst geldig gepubliceerd in 1935 door Wu.